# Кленовский, Дмитрий Иосифович
Дмитрий Иосифович Кленовский (наст. фам. Крачковский; 24 сентября (6 октября) 1893 года, Санкт-Петербург — 26 декабря 1976, Траунштайн, Германия) — русский поэт, журналист. «Последний царскосёл», по отзыву Нины Берберовой.

## Биография
Дмитрий Крачковский родился в семье художника-пейзажиста, академика живописи Иосифа Крачковского и художницы Веры Беккер, дочери архитектора Николая Беккера. Учился в Царскосельской гимназии (1904—1911), часто бывал с родителями в Италии и Франции, в 1911—1913 по состоянию здоровья находился в Швейцарии.
В 1913—1917 изучал юриспруденцию и филологию в Петербургском университете. В этот период он увлекался антропософией. Начал печататься в петербургских журналах с 1914 года, его первый сборник «Палитра» был издан в Петрограде в конце 1916 года (на книге проставлен уже 1917 год) под его настоящей фамилией. Подготовленный к печати второй сборник «Предгорье», близкий к поэтике акмеизма, не вышел из-за революции; датированная 1922 годом рукопись сохранилась в архиве Глеба Струве и вышла в свет в составе «Полного собрания стихотворений» поэта в Москве в 2011 году.
С 1917 года до отъезда в Харьков Крачковский работал в Москве совслужащим, в 1921—1922 — журналистом, посещал литературные кружки, где познакомился с творчеством Андрея Белого и Максимилиана Волошина. С установлением советской власти оставил всякие попытки заявить о себе как о поэте и в 1922 уехал в Харьков, где работал переводчиком в Радиотелеграфном агентстве.
В 1942 году во время немецкой оккупации Украины сотрудничал в Симферополе в газете «Голос Крыма» под редакцией А. И. Булдеева. Позднее вместе с женой, немкой по происхождению, эмигрировал в Австрию, а затем в 1943 году в Германию. С 1947 года начал публиковать стихи под псевдонимом Кленовский — в «Новом журнале», а с 1950 г. в журнале «Грани». Жил в Траунштейне, Бавария, писал до самой смерти. Всего в Германии издал 11 поэтических сборников (последний издан посмертно в 1977 г. радениями вдовы поэта М. Д. Крачковской и проф. Р. Ю. Герра). Переписка Кленовского с архиепископом Иоанном (Шаховским) вышла отдельным изданием (Париж, 1981).
26 декабря 1976 года после болезни скончался в немецком городе Траунштайн.

Поэзия Кленовского питается тремя источниками: религиозно-духовным достоянием русского православия, антропософией, а также отношением к языку, каким оно было у акмеистов; при этом в творчестве Кленовского сказывается его собственный религиозный опыт (самые подробные тексты об ангелах в литературе). Его произведения отличаются самостоятельностью и в языке. Н. Гумилёв, которого Кленовский очень уважал как старшего товарища по Царскосельской гимназии и как жертву большевистского насилия, служил ему духовным образцом. В своих поздних циклах стихов («Костер») Кленовский рассматривает земную жизнь лишь как отрезок духовного бытия человека, откуда он происходит и куда возвращается после смерти. Для него, как и для А. Белого, Ходасевича, Гумилёва, Волошина, несомненна многократность рождения человека, позволяющая ему развиваться дальше и дальше. Поэтому его поэзии не свойственно выражение страха смерти, она скорее свидетельствует о знании смысла, заданного земному существованию и познаваемого благодаря смерти. Восхищение природой, исповедание любви и служения ближнему, иногда — воспоминания о Царском селе и Италии — таковы другие мотивы его поэзии, которая с самого начала (1945) отличается большой зрелостью, что обусловлено возрастом и обстоятельствами жизни автора; наибольших удач Кленовский достигает в сборнике 1967 года. Ясность языка и скромность выразительных средств сочетается в стихах Кленовского с экономным введением разных картин и неологизмов.
— Вольфганг Казак

Он [Кленовский] не только стал, но и твердо признан признан одним из лучших поэтов Русского Зарубежья. Думаю, что он и один из лучших лириков России середины нашего века. Печать большой поэтической личности лежит на нём. […] Его поэзия безупречно соразмерна, у него нет столпотворения ни вещей, ни звуков. Он говорит просто, иногда как бы по-домашнему, но всегда есть в нём торжественность, даже в самом малом. Капля по капле, текут его строки, рождая мир поэзии, строго ему принадлежащей.
— Архиепископ Иоанн (Шаховской)

## Стихотворения
ЦАРСКОСЕЛЬСКАЯ ГИМНАЗИЯ

Есть зданья неказистые на вид,
Украшенные теми, кто в них жили.
Так было с этим.
Вот оно стоит
На перекрёстке скудости и пыли.

Какой-то тесный и неловкий вход
Да лестница взбегающая круто
И коридоров скучный разворот… —
Казёнщина без всякого уюта.

Но если приотворишь двери в класс —
Ты юношу увидишь на уроке,
Что на полях Краевича, таясь,
О конквистадорах рифмует строки.

А если ты заглянешь в кабинет,
Где бродит смерть внимательным дозором, —
Услышишь, как седеющий поэт
С античным разговаривает хором.

Обоих нет уже давно. Лежит
Один в гробу, другой без гроба, — в яме,
И вместе с ними, смятые, в грязи,
Страницы с их казнёнными стихами.

А здание? Стоит ещё оно,
Иль может быть уже с землёй сравнялось?
Чтоб от всего, чем в юности, давно.
Так сердце было до краёв полно,
И этой капли даже не осталось.

## Сочинения

### Книги
- Палитра: Стихи. Пг, 1917
- След жизни. Frankfurt/M., 1950
- Навстречу небу. Frankfurt/M., 1952
- Оккультные мотивы в русской поэзии нашего века. Статья // «Грани», № 20, 1953
- Казнённые молчанием. Статья // «Грани», № 23, 1954
- Неуловимый спутник: 4-я кн. стихов. [Мюнхен], 1956
- Прикосновенье: 5-я кн. стихов. Мюнхен, 1959
- Уходящие паруса. Мюнхен, 1962
- Разрозненная тайна. Мюнхен, 1965
- Стихи. Избранное из шести книг и новые стихи (1965—1966). Мюнхен, 1967
- Певучая ноша. Мюнхен, 1969
- Почерком поэта. Мюнхен, 1971
- Тёплый вечер. [Мюнхен], 1975
- Последнее. Мюнхен, 1977
- Собрание стихов I. Париж, 1980 (Том 2 издан не был)
- Певучая ноша. Избранное / Составление, биографический очерк И. Я. Лосиевского и Р. К. Рыбальченко. — Харьков: Курсор, [уточните год, пожалуйста]. — 236 с.
- Ты была в моей судьбе самою хорошею. Любовная лирика Дмитрия Кленовского / Сост. А. А. Гуськов. — Харьков, 2005.
- Из стихотворений 1945—1952 годов. [Иллюстратор Михаил Тихонов.] — М.: Греко-латинский кабинет имени Ю. А. Шичалина, 2008. — 24 с.; ил. — ISBN 5-87245-148-2 (Для немногих)
- Полное собрание стихотворений / Под редакцией О. Коростелева. — М.: Водолей, 2011. — 704 с. — (Серебряный век. Паралипоменон). — ISBN 978-5-91763-054-0
- Дмитрий Кленовский. Все стихотворения (1944 - 1976) / Составление, вступление, алфавитный указатель А. А. Гуськов. — Харьков: Курсор, 2012, — 612 с.